# Saint-Germain (Górna Saona)
Saint-Germain – miejscowość i gmina we Francji, w regionie Burgundia-Franche-Comté, w departamencie Górna Saona.
Według danych na rok 1990 gminę zamieszkiwało 1166 osób, a gęstość zaludnienia wynosiła 83 osoby/km² (wśród 1786 gmin Franche-Comté Saint-Germain plasuje się na 141. miejscu pod względem liczby ludności, natomiast pod względem powierzchni na miejscu 247.).